# Resolutie 403 Veiligheidsraad Verenigde Naties
Resolutie 403 van de Veiligheidsraad van de Verenigde Naties was de eerste VN-Veiligheidsraadsresolutie van 1977. De resolutie werd op 14 januari van dat jaar aangenomen met dertien stemmen voor en twee onthoudingen van het Verenigd Koninkrijk en de Verenigde Staten. 
De resolutie veroordeelde de Zuid-Rhodesische agressie jegens Botswana en vroeg de VN-lidstaten om Botswana economisch bij te staan.

## Achtergrond
In de Britse kolonie Zuid-Rhodesië had het blanke bestuur zichzelf onafhankelijk verklaard. De VN wezen in resolutie 217 die onafhankelijkheid af en legden Zuid-Rhodesië in resolutie 314 sancties op. Voor de buurlanden betekende het uitvoeren van die sancties een economische tegenslag. Bovendien reageerde Zuid-Rhodesië met intimidaties en geweld als ze beslisten de sancties in de praktijk te brengen.

## Inhoud
De Veiligheidsraad:
- Neemt nota van de brieven van Botswana en heeft de verklaringen van de Botswaanse Minister van Buitenlandse Zaken gehoord over gewelddaden tegen Botswana door het illegale minderheidsregime in Zuid-Rhodesië.
- Is erg bezorgd over de gevaarlijke situatie die hierdoor ontstaan is.
- Herbevestigt het recht van het Zuid-Rhodesische volk op zelfbeschikking en onafhankelijkheid en de wettigheid van hun strijd hiervoor.
- Herinnert aan de resoluties 232 en 253 die bepaalden dat de situatie in Zuid-Rhodesië de internationale vrede en veiligheid bedreigt.
- Neemt akte van 31/154 van de Algemene Vergadering.
- Is ervan overtuigd dat het geweld tegen Botswana de situatie hebben verergerd.
- Is ontdaan en bezorgd over de doden en de schade.
- Waardeert Botswana's beslissing om asiel te blijven verlenen aan politieke vluchtelingen die vluchten van de onmenselijke onderdrukking door het illegale minderheidsregime.
- Realiseert zich de noodzaak van Botswana om zijn beveiliging te versterken teneinde zijn soevereiniteit, territoriale integriteit en onafhankelijkheid te vrijwaren.
- Herbevestigt de juridische verantwoordelijkheid van het Verenigd Koninkrijk over Zuid-Rhodesië.

1. Veroordeelt alle provocaties, pesterijen, dreigementen en aanvallen tegen Botswana door Zuid-Rhodesië.
2. Veroordeelt de onderdrukkingsmaatregelen die de fundamentele rechten van het Zuid-Rhodesische volk schenden.
3. Betreurt alle samenwerkingen die het illegale regime in Zuid-Rhodesië in stand helpen houden en VN-resoluties schenden.
4. Eist een onmiddellijk einde aan de gewelddaden tegen Botswana.
5. Neemt kennis van de economische ontbering waarmee Botswana geconfronteerd wordt door de plotse noodzaak om geld voor geplande ontwikkelingsprojecten te gebruiken voor ongeplande veiligheidsmaatregelen.
6. Aanvaardt de uitnodiging van Botswana om een missie te sturen om de noden in te schatten en vraagt secretaris-generaal Kurt Waldheim samen met de geschikte VN-organisaties financiële hulp te organiseren en tegen 31 maart te rapporteren.
7. Vraagt de VN en de VN-organisaties om Botswana te helpen bij het uitvoeren van de geplande ontwikkelingsprojecten.
8. Doet een oproep aan alle landen Botswana bij te staan bij het uitvoeren van geplande ontwikkelingsprojecten.
9. Besluit om op de hoogte te blijven.

## Verwante resoluties
- Resolutie 386 Veiligheidsraad Verenigde Naties
- Resolutie 388 Veiligheidsraad Verenigde Naties
- Resolutie 406 Veiligheidsraad Verenigde Naties
- Resolutie 409 Veiligheidsraad Verenigde Naties

Lijst ·  403 ·  404 ·  405 ·  406 ·  407 ·  408 ·  409 ·  410 ·  411 ·  412 ·  413 ·  414 ·  415 ·  416 ·  417 ·  418 ·  419 ·  420 ·  421 ·  422